# がんばれゴエモン〜天狗党の逆襲〜
『がんばれゴエモン〜天狗党の逆襲〜』（がんばれゴエモン てんぐとうのぎゃくしゅう）は、コナミから1999年1月14日にゲームボーイで発売されたコンピュータRPG。がんばれゴエモンシリーズのGB版3作目。

## 概要
本作は『がんばれゴエモン外伝』以来のコンピュータRPGである。戦闘は3対3であり、前衛（1人）と護衛（2人）にパーティを分けることができる。前衛は攻撃を受けやすいが攻撃力が上がり、護衛は攻撃を受けにくいが攻撃力が下がる。武器や防具も存在し、レベルが上がると3つの術を習得していく。

## 登場人物

### プレイヤーキャラクター
ハジメ
主人公。現代に住むアニメ好きのごく普通の小学生。祖母におもしろい物があると言われて、御社の大木の中に入り、過去へタイムスリップする。全体的に能力のバランスが良く、回復・攻撃などの術が使える。武器はヨーヨー。
現代から過去にタイムスリップしてきた少年だが、物語開始直後に見ていたアニメが「がんばれゴエモン」であり、ゴエモン達を知っていた。
ゴエモン
最後に仲間になる。攻撃力と体力が高く最も肉弾戦向け。その反面、忍術は最低。
エビス丸
最初に仲間になる。体力は高いが素早さが低い。全員を回復するいやしの術は便利。
サスケ
攻撃力・素早さは高いが、防御力が最も低く打たれ弱い。命と引き換えに絶大な威力で攻撃する自爆技「粉微塵の術」が使える。
ヤエ
攻撃力が低い。忍術と素早さは高い。術も回復・攻撃とそろっている。

### 敵キャラクター
クラマンダー
天狗党のリーダーで、クラマリアの兄。本作のラストボス。
クラマリア
クラマンダーの妹。
| スタブアイコン | サブスタブ | この項目は、まだ閲覧者の調べものの参照としては役立たない、コンピュータゲームに関連した書きかけの項目です。この項目を加筆・訂正などしてくださる協力者を求めています（P:コンピュータゲーム/PJ:コンピュータゲーム）。 |